# Little River of Great Bacolet
Little River of Great Bacolet (französisch Petite Riviere du Bacolet) ist ein Fluss auf der Insel Grenada im Atlantik.

## Geographie
Der Fluss entspringt im Gebiet von Munich im Zentrum von Grenada. Er verläuft nach Osten, bildet dann bei Mount Carmel die Mt. Carmel Falls und wendet sich von da nach Süden, wo er Hope Bacolet passiert. Dann mündet er bei Grand Bacolet Estate in der Grand Bacolet Bay in den Atlantik.
Nur wenige hundert Meter weiter südlich mündet der Great River of Grand Bacolet. 